# Xenokleides (Korinth)
Xenokleides war ein korinthischer Militär des 5. Jahrhunderts v. Chr.
Xenokleides war einer der fünf Befehlshaber, die Korinth 433 v. Chr. mit seiner Flotte gegen Korkyra aussandte. Bei den Sybota-Inseln konnte die Flotte einen Teilsieg erringen. Während der Rückfahrt nahm Xenokleides Anaktorion am Golf von Ambrakia ein und siedelte dort korinthische Siedler an. 426/425 v. Chr. führte er 300 Hopliten zum Schutz nach Ambrakia (Schlacht von Olpai).